# New Brunswick Southern Railway (1901)
Die New Brunswick Southern Railway von 1901 war eine Eisenbahngesellschaft in der kanadischen Provinz New Brunswick. Sie wurde am 3. April 1901 gegründet, ging jedoch auf eine bereits bestehende Bahngesellschaft zurück. Diese wurde 1872 zunächst als Grand Southern Railway gegründet und baute eine 83,9 Kilometer lange normalspurige Eisenbahn von Saint John nach Bonny River, die am 30. Dezember 1880 eröffnet wurde. Sie wurde später um weitere 48,9 Kilometer bis Saint Stephen verlängert, wo Anschluss an die New Brunswick Railway bestand.
1889 erfolgte die Umbenennung der Gesellschaft in Shore Line Railway of New Brunswick und 1901 schließlich die Übernahme durch die New Brunswick Southern Railway. Ab dem 1. Januar 1911 pachtete die Canadian Pacific Railway die Bahngesellschaft für 999 Jahre. Die Strecke ist nicht mehr in Betrieb.